# Adra
Adra ist eine spanische Gemeinde im Verwaltungsgebiet Poniente Almeriense der Provinz Almería in der Autonomen Gemeinschaft Andalusien. Die Gemeinde ist 53 km von der Provinzhauptstadt Almería entfernt und ist der viertälteste Ort in Spanien. Es ist der fünftgrößte Ort der Provinz Almería und war der größte in der Antike. Die Bevölkerung von Adra betrug im Jahr  2024 aus 25.515 Einwohnern.

## Geographie
Orographisch liegt Adra südöstlich der Sierra Nevada, in der unteren Alpujarra. Aus diesem Grund zeichnet sich die Orographie von Adra durch die Existenz von Hügeln und Schluchten aus, die auf Meereshöhe in der südöstlichen Ecke der Gemeinde beginnen und ihre Höhe in Richtung Norden und Westen vergrößern und eine maximale Höhe von 960 Metern erreichen. Der Ortskern liegt am Mittelmeer und ist von Gewächshäusern umgeben.

## Geschichte
Die Siedlung geht auf die Phönizier zurück und wurde im 6. Jahrhundert v. Chr. gegründet, war allerdings schon davor eine besiedelte Kolonie. Sie wurde später von den Römern erobert und im 1. Jahrhundert n. Chr. erlebte die Stadt unter dem Namen Abdera als Handelshafen eine Glanzzeit, als sie eigene Münzen prägen durfte. In der Zeit von Al-Andalus blieb der Ort ein wichtiger Handelshafen und in die Landwirtschaft wurde durch die Errichtung von Bewässerungsanlagen gefördert. Im Jahre 1489 fiel die Stadt während der Reconquista an die Christen zurück, sie wurde allerdings drei Jahre später von den katholischen Königen dem Araber Boabdil überlassen. Im 16. Jahrhundert wurde der Ort in Adra La Nueva umbenannt und eine Burg zur Verteidigung der Siedlung errichtet. Der Ort stieg erneut zu einem wichtigen Handelszentrum für die Versorgung des Hinterlands auf. Im 19. Jahrhundert entwickelte sich der Ort zu einem Zentrum der Bleiverarbeitung und 1822 wurde der erste Hochofen errichtet. Nach dem Niedergang der Bleiindustrie wurde im 20. Jahrhundert der Gemüseanbau (in Gewächshäusern, welche die Umgebung prägen) und der Tourismus entwickelt.

## Demografie
| Einwohnerentwicklung | Einwohnerentwicklung | Einwohnerentwicklung | Einwohnerentwicklung | Einwohnerentwicklung | Einwohnerentwicklung | Einwohnerentwicklung | Einwohnerentwicklung | Einwohnerentwicklung | Einwohnerentwicklung | Einwohnerentwicklung | Einwohnerentwicklung | Einwohnerentwicklung | Einwohnerentwicklung | Einwohnerentwicklung | Einwohnerentwicklung |
| 1842                 | 1877                 | 1887                 | 1900                 | 1910                 | 1920                 | 1930                 | 1940                 | 1950                 | 1960                 | 1970                 | 1981                 | 1991                 | 2001                 | 2011                 | 2021                 |
| -------------------- | -------------------- | -------------------- | -------------------- | -------------------- | -------------------- | -------------------- | -------------------- | -------------------- | -------------------- | -------------------- | -------------------- | -------------------- | -------------------- | -------------------- | -------------------- |
| 7.400                | 11.408               | 9.039                | 11.246               | 10.213               | 9.092                | 10.359               | 12.611               | 13.817               | 15.799               | 16.381               | 17.415               | 20.104               | 21.983               | 24.375               | 25.482               |

## Galerie

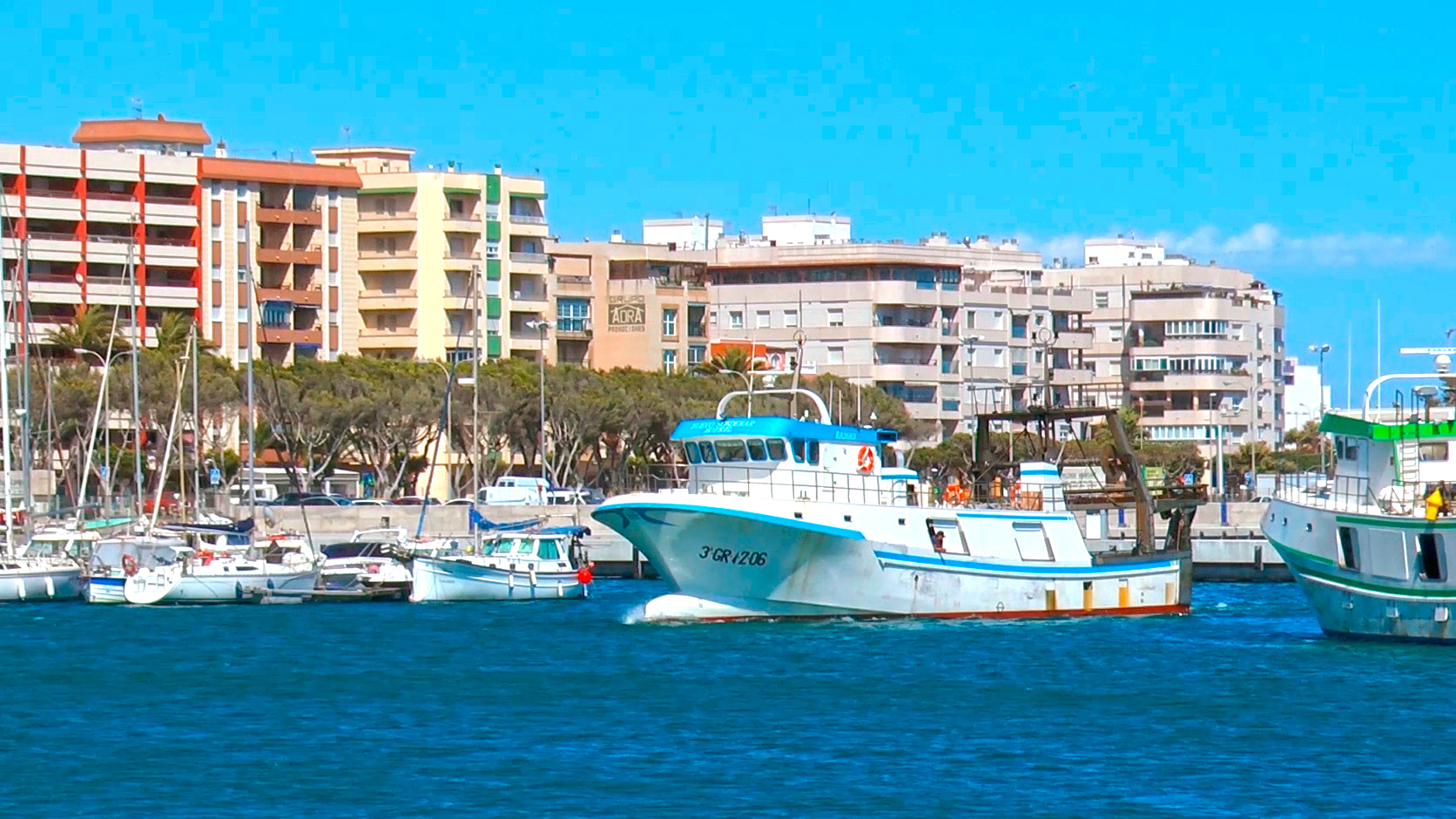
Hafengebiet
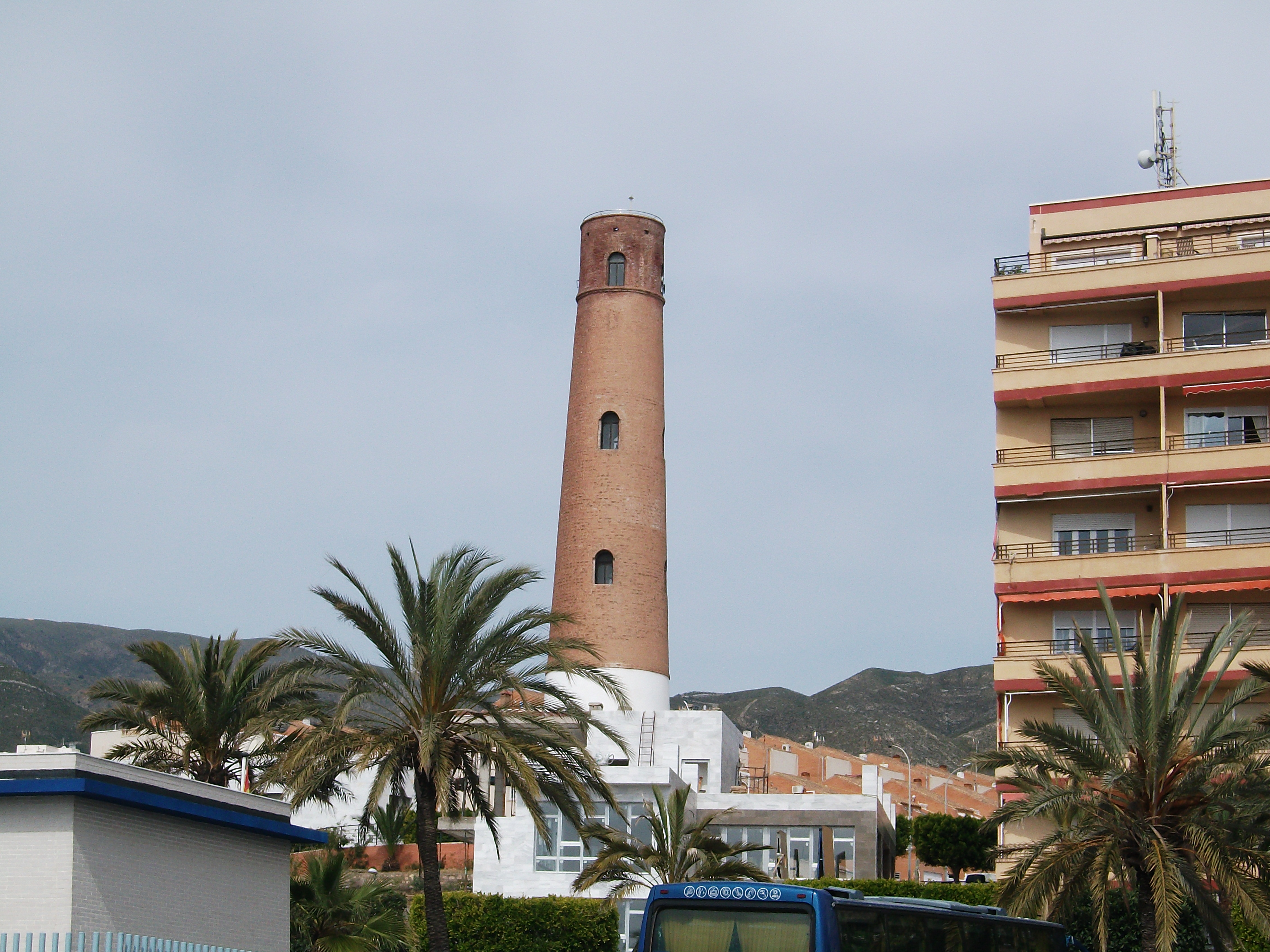
Stadtzentrum
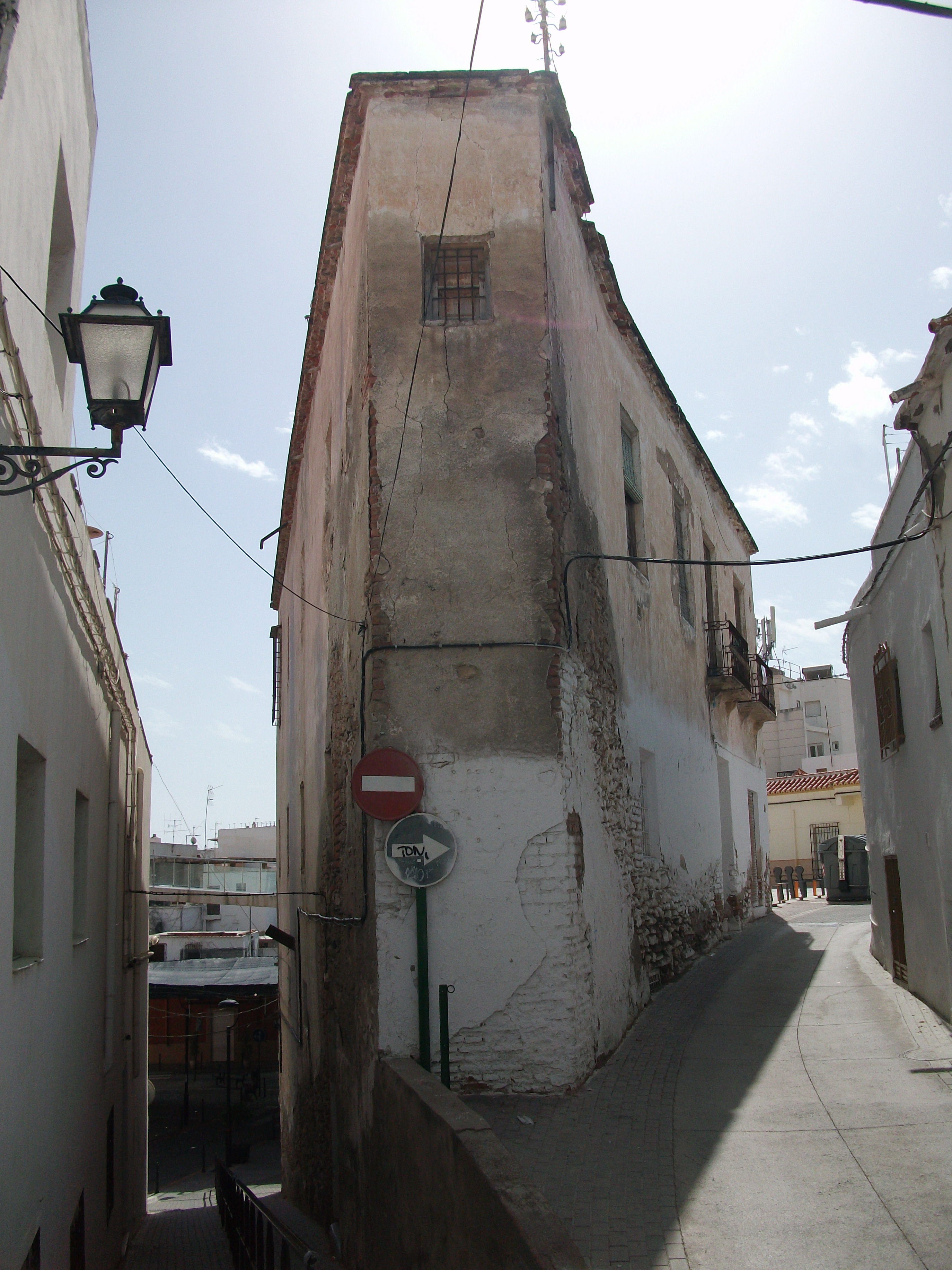
Enge Gasse
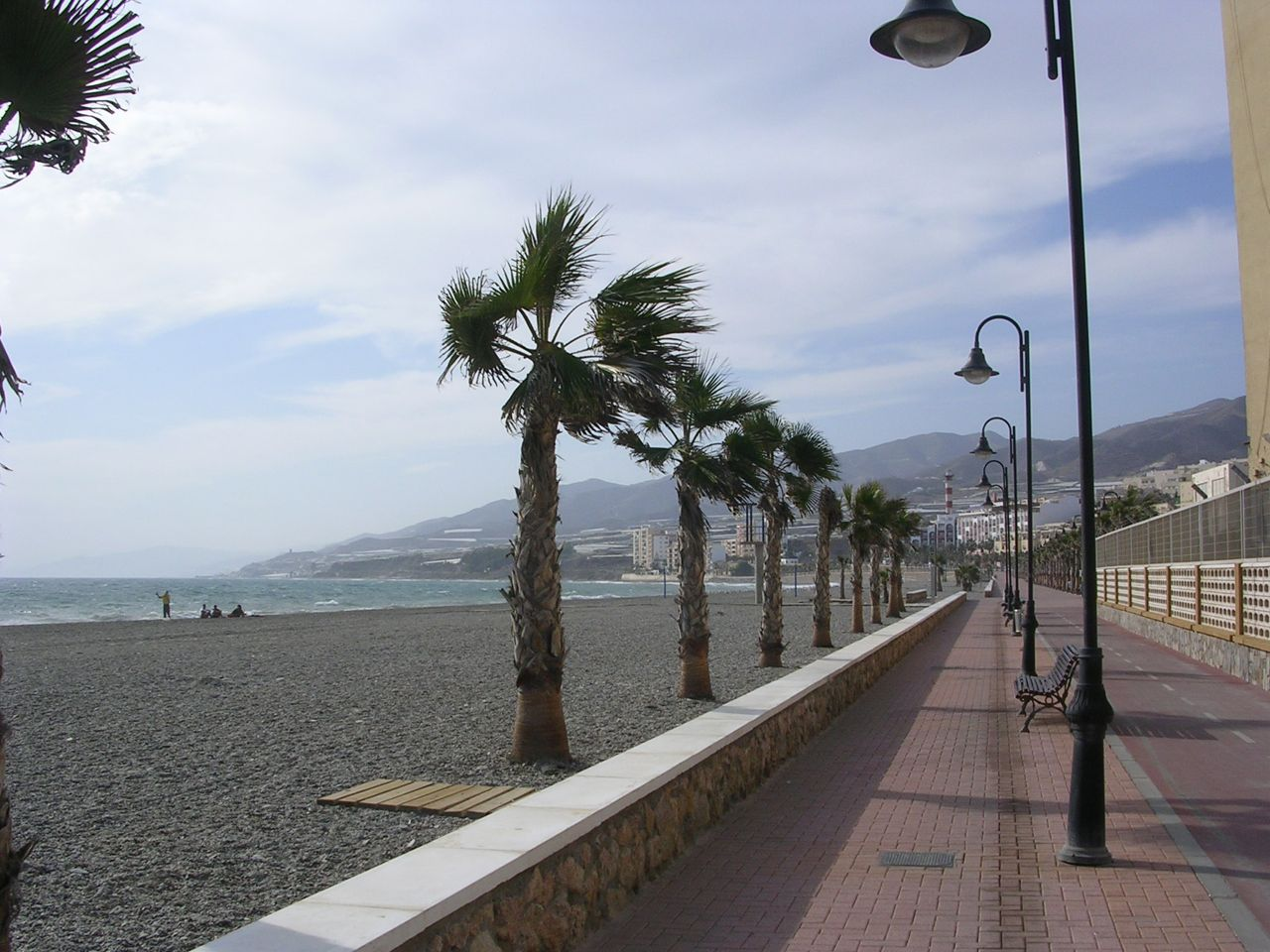
Strand
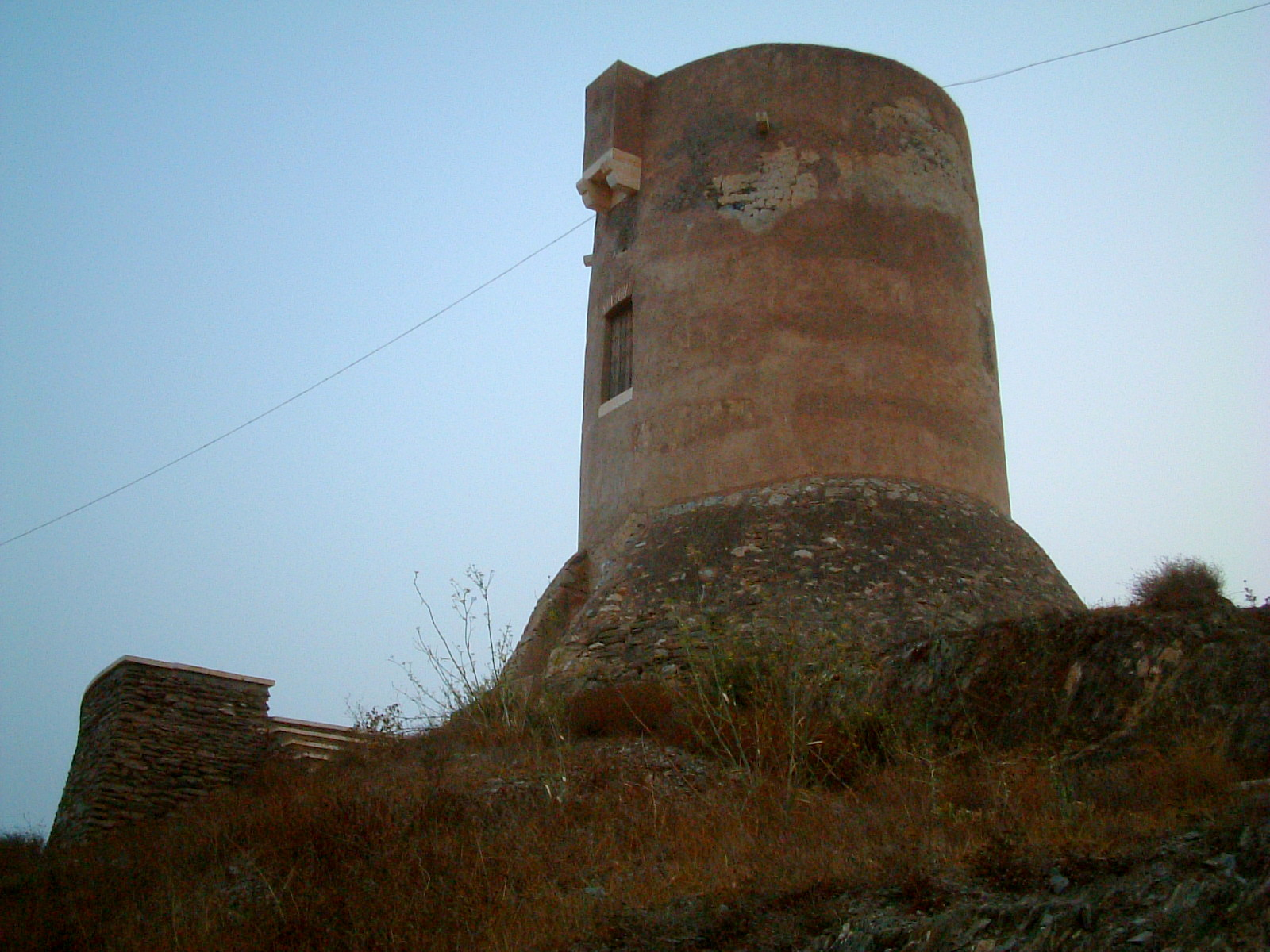
Torre de Guainos